# 시지중학교
시지중학교(時至中學校)는 대한민국 대구광역시 수성구 신매동에 있는 공립 중학교이다.

## 학교 연혁
- 1993년 5월 8일 : 시지중학교 설립계획 승인
- 1994년 1월 8일 : 시지중학교 설치조례 제정(인가학급 10학급)
- 1994년 3월 1일 : 초대 황대구 교장 취임
- 1994년 3월 5일 : 제1회 입학식(신입생 523명)
- 1995년 11월 15일 : 2차 증축공사 준공(일반교실 10, 특별교실 4, 도서실1), 교사완공
- 1997년 2월 10일 : 제1회 졸업식(졸업생 550명)
- 1999년 4월 9일 : 시지중학교 카누부 창단
- 1999년 12월 17일 : 학교소식지(은행나무) 제1호 발행
- 2002년 8월 13일 : 디지털도서실 시설공사 완공
- 2009년 4월 19일 : 시지도서관 '지향' 개관식
- 2012년 9월 7일 : 인덕관 개관식
- 2015년 2월 6일 : 제19회 졸업식(440명, 누계 9,707명)
- 2021년 9월 1일 : 제12대 장현주 교장 취임
- 2022년 1월 7일 : 제26회 졸업식(남 132명, 여 147명 총 279명)
- 2022년 3월 2일 : 제29회 입학식(11학급 남 122명, 여 148명 총 250명)

## 참고 자료
- 시지중학교 - 한국교육학술정보원 학교알리미